# 彭致圭
彭致圭（1939年12月—），男，甘肃甘谷人，中华人民共和国政治人物。大学本科学历，教授级高级工程师职称。

## 生平
早年毕业于甘肃工业大学（现兰州理工大学）机械系机制专业，后担任山西榆次经纬纺织机械厂，历任厂长。1962年至1985年2月，任经纬纺织机械厂技术员、技术处处长、副厂长、厂长。
1985年3月至1988年1月，任山西省经济委员会副主任。1988年2月至1992年3月，任山西省机械电子厅厅长。1992年4月至9月，任山西省晋中行署专员。1992年10月至1993年1月，任山西省经贸委主任。1993年2月至1998年1月，任山西省人民政府副省长。1998年2月至2003年1月，任山西省人大常委会副主任。2000年9月后任中国工业经济联合会副会长、山西工业经济联合会会长 。